# Erion Veliaj
Erion Luan Veliaj, född 17 december 1979 i Tirana, Albanien, är en albansk politiker som sedan juli 2015 är borgmästare i landets huvudstad Tirana. 
I parlamentsvalet i Albanien 2013 valdes han för första gången in i landets parlament för distriktet Gjirokastër. Mellan 2013 och 2015 var han minister i regeringen Rama då han utsågs till social- och ungdomsminister.

## Biografi
2003 grundade Veliaj rörelsen MJAFT! (albanska för tillräckligt) vilket är en rörelse som syftar till att lyfta politiska och sociala problem som Albanien ställs inför. Han var ledare för rörelsen fram till 2007. Han ställde upp som kandidat i parlamentsvalet i Albanien 2009, då han var listad kandidat för partiet G99. 
År 2010 hoppade han av G99 och gick med i Albaniens socialistparti (PS). 2011 blev han en del av partiets ledning som sekreterare för ungdom och emigrering. Under parlamentsvalet 2013 listades Veliaj som kandidat åt PS för Gjirokastrër distrikt. Efter att PS i koalition med Socialistiska rörelsen för integration (LSI) vunnit valet 2013 utsågs Veliaj till minister i den nya regeringen. Han fick ministerpositionen som social- och ungdomsminister. 
År 2015 hölls borgmästarval i Albaniens huvudstad Tirana. Inför valet hade Veliaj av PS valts ut till deras kandidat. I och med kandidaturen avgick han som minister i april 2015. I borgmästarvalet ställdes han mot det huvudsakliga oppositionspartiet Albaniens demokratiska partis (PD) kandidat Halim Kosova. Veliaj segrade i valet med 53,58% av rösterna, mot Kosovas 39%.